# Johan Baptista Houwaert

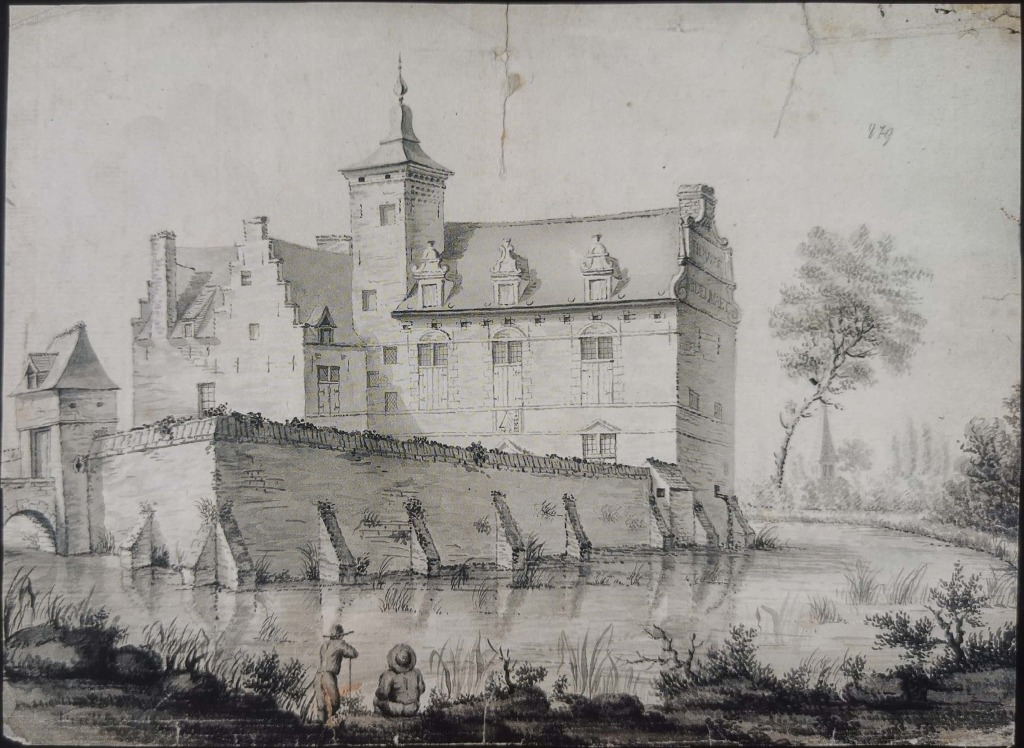
Houwaerts geliefde buitenverblijf Cleyn Venegien in Sint-Joost-ten-Node

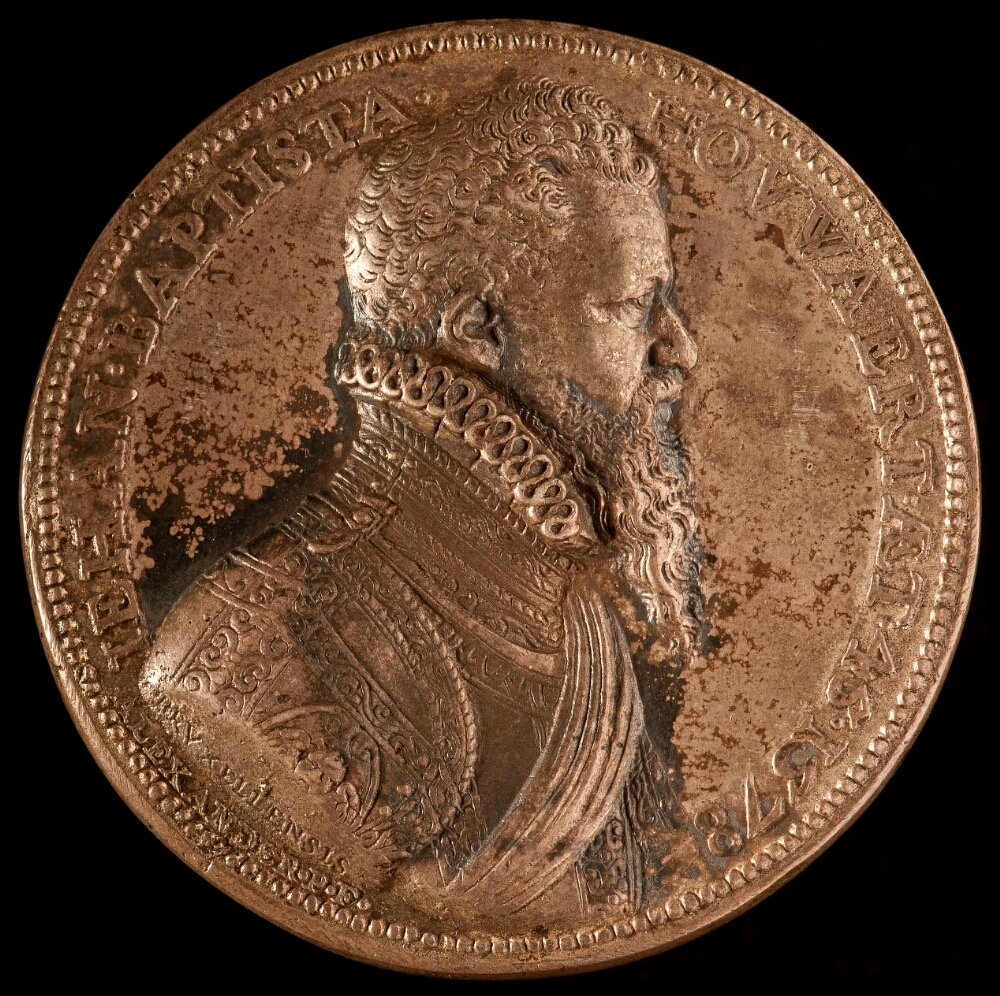
Erepenning aan Jean-Baptiste Houwaert. Bewaard in de Universiteitsbibliotheek Gent.

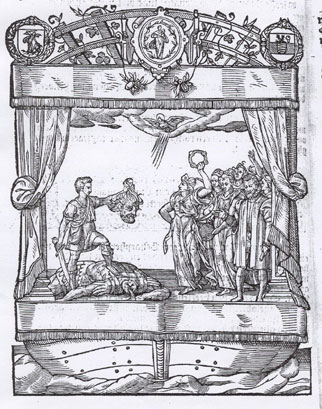
Tableau vivant op de Willebroekse Vaart, opgezet door rederijkerskamer 't Mariacranske voor de Blijde Inkomst van Willem van Oranje in Brussel (1577). Houtsnede uit de beschrijving van dit evenement, gepubliceerd door Houwaert in 1579.

Johan Baptista Houwaert (Brussel, 1533 - aldaar, 11 maart 1599) was een humanistisch dichter en toneelauteur. Hij behoorde tot het patriciërsgeslacht Sweerts en was lid van de Rekenkamer van het hertogdom Brabant. Hij mag niet verward worden met zijn gelijknamige achterkleinzoon Jan Baptist Houwaert (1626-1688) die als secretaris van de stad Brussel en vooral als bedreven genealoog faam verwierf, ook diens geschriften bleven bewaard.

## Levensloop
Houwaert kwam uit een welstellende familie en kon aan zijn vermogen de bruidsschat toevoegen van zijn vrouw Catharina van Couwenberg, ook van rijke komaf. Onder zijn bezittingen was het domein Wijngaardsberg in Sint-Joost-ten-Node, dat hij kon verenigen met de aanpalende Strytbeemt om er zijn Cleyn Venegien te maken. In zijn Pegasides pleyn roemt hij de schoonheid van de plek en van de Maalbeekvallei. Volgens hem was het de mooiste streek van Europa.
Zonder de schijn van goede katholiek op te geven, sympathiseerde Houwaert met het lutheranisme en woonde hij verboden preken van de hervormers bij. Alva verdacht hem van ketterij en liet hem een jaar opsluiten in de Treurenborch. Houwaert ontkwam maar aan terechtstelling door het protestantisme af te zweren en de katholieke ritus te belijden. Het verhinderde hem niet om opnieuw het kamp van Willem de Zwijger te kiezen. In zijn laatste werk beweerde hij zijn katholieke geloof te hebben behouden.
Zijn immense œuvre stond in hoog aanzien bij zijn tijdgenoten en lang nadien. Het devies dat hij bij elke gelegenheid en in al zijn gedichten hanteerde, was Houd middelmate. Een Latijnse variant verscheen op zijn grafsteen: Inter utrumque tene ("Houd je tussen beide"). In 1578 publiceerde hij Milenus clachte, een bewerking van Reloj de principes van Guevara, opgevat als een akte van beschuldiging aan het adres van Spanje en opgedragen aan de prins van Oranje. Milenus, uit het land van de Donau, komt zich in Rome beklagen over het onderdrukkende regime van de Romeinse gouverneurs. Nog in 1578 verkreeg hij de hoge aanstelling tot meester in de Rekenkamer van Brabant, functie die hij zou uitoefenen tot het einde van de Brusselse republiek in 1585.
Het is waarschijnlijk als lid van een Brusselse rederijkerskamer dat hij belast werd met het organiseren van de blijde inkomst van de prins van Oranje in 1577 en het jaar nadien met deze van aartshertog Matthias, waarvan hij in elk geval de beschrijving verzorgde. Hij vertaalde de Latijnse toespraak van een andere geboren Brusselaar, Marnix van Sint-Aldegonde, voor de Rijksdag van Worms. In 1582 droeg hij een breedvoerig gedicht op aan Frans van Anjou. Zijn bekendste werk is het berijmde Pegasides pleyn, ende den lust-hof der maeghden. Dit leerdicht, verderop besproken, verscheen in 1582 of 1583 bij Plantijn. Bulkend van historische en legendarische verhalen, verstrekte het levenslessen in een stijl die later zou worden uitgewerkt door Jacob Cats. In 1583 verscheen ook De vier wterste, vrucht van de devote overpeinzingen tijdens zijn gevangenschap, maar ook beïnvloed door het gedicht De ure van de Dood van Jan van den Dale.
Wanneer Farnese als overwinnaar Brussel binnentrok, droeg Houwaert hem een gedicht op, waarvan het manuscript momenteel in Londen wordt bewaard, om clementie af te smeken. In 1594 schreef hij twee gedichten ter ere van aartshertog Ernest van Oostenrijk. Dankzij een postume editie uit 1614 kennen we zijn Paraenesis politica of politijcke onderwijsinghe, een werk waarin hij zich afvraagt of hij in Brussel moet blijven dan wel emigreren, zoals zovele anderen voor hem hadden gedaan.
De stukken Tragedie vander orloghen en Comedie vanden peys zijn overgeleverd in manuscripten die in Hasselt geconserveerd worden. Ze zouden zijn opgevoerd bij de blijde inkomst van aartshertog Albrecht in 1599, een gebeurtenis die nochtans na zijn dood plaatsgreep. Het was niet noodzakelijk maatwerk, want dergelijke stukken dienden als passe-partout bij alle mogelijke gelegenheden.
Hij werd onder grote belangstelling begraven in Sint-Joost-ten-Node, waar ook zijn vrouw kwam te rusten.
In 1612 verscheen postuum nog Den generalen loop, een werk dat klaarblijkelijk was opgevat als een variant op Vier wterste, met een meer persoonlijke insteek. Het zou ten onrechte zijn dat aan Houwaert De remedie der liefden uit 1583 is toegeschreven, evenals Den handel der amoureusheyt, nochtans onder zijn naam verschenen in 1621.

## Waardering
De Antwerpse dichter en rederijker Willem van Haecht vergeleek Houwaert met Cicero. In 1571 werd een medaille geslagen te zijner ere. De Brabantse rederijkers onthaalden zijn Pegadyses pleyn met onuitputtelijke lof en noemden de auteur een nieuwe Homerus. Joannes Rochius maakte zijn Latijnse epitaaf en Franciscus Sweertius beschreef hem als de poeta Belgicus inter primos.
De moderne kritiek oordeelt iets gemengder. Zo meent Kornelis ter Laan in 1952 dat de kunst van Houwaert ouderwetse rijmelarij was, vol allegorische personages.

## Pegasides pleyn, Ende den lust-hof der maeghden
Dit werk is het uitvoerigste leerdicht van de Brusselse dichter. Het telt namelijk ca. 58.000 verzen en bestaat uit zestien boeken. In vijftien van de zestien boeken wordt de Brabantse maagden een spiegel voorgehouden hoe zij zich moeten gedragen, wat zij moeten doen en vooral laten in de omgang met mannen. Tevens worden hun toekomstige plichten als echtgenote, moeder en weduwe op een vooruitziende manier in het daglicht gesteld. Het zestiende boek bevat dan wel als tegengewicht een plichtenleer voor "die beleefde mans". Houwaert is daarbij niet alleen didacticus maar ook orator: hij illustreert zijn boodschap uitvoerig met anekdoten,  realia, verwijzingen naar exotische en antieke voorbeelden, zodat de lezer(es) onder de indruk komt van de geleerdheid van de auteur en van de soliditeit van zijn boodschap. Toch heeft nader onderzoek uitgewezen dat veel van zijn kennis tweedehands is. Er zijn namelijk heel wat verwijzingen naar klassieken die teruggaan op zestiende-eeuwse compendia en op het werk van Antonio de Guevara. Een druk van het werk Pegasides pleyn is bewaard in de Universiteitsbibliotheek van Gent.

## Publicaties
- Comedie vanden peys, s.d.
- Tragedie vander orloghen, s.d.
- Milenus clachte, Antwerpen, 1578
- Oratie der ambassadeuren ... inden rijckxdach ghehouden tot Wormes, 1578, vertaald uit het Latijn
- Declaratie van de triumphante incompst vanden ... Prince van Oraingnien, Antwerpen, 1579
- Sommaire beschryvinghe vande triumphelijcke incomste vanden ... Aerts-hertoge Matthias, Antwerpen, 1579 (?)
- Die clachte ende troost van Belgica, 1582
- Pegasides pleyn, ende den lust-hof der maeghden, Antwerpen, 1582 of 1583
- De vier wterste, Antwerpen, 1583
- Den wel ghecomen van den ... prince van Parma, 1585
- Den willecomme en congratulatie vanden ... vorst Ernesto, Brussel, 1594
- Houwaerts moralisatie op den comst vanden ... vorst Ernesto, Brussel, 1594
- Tragedie vander orloghen en comedie vanden peys, 1599
- Summa ende bekentenisse christelycker leer der predicanten, réédition de 1603 d'un ouvrage qui aurait été publié en 1583 à Anvers chez Plantin.
- Den generalen loop der werelt, Amsterdam, 1602 en 1612 (eerste editie zou uit 1582 stammen)
- Paranesis politica, politycke onderwysinghe, tot dienste van alle menschen, Leeuwarden, 1614

## Vroegere toeschrijvingen
- Die remedie der liefden, int tlatyne beschreven door Ovidius Naso, in onse tale rhetoryckelyck overgesedt voor d'amoreuse, Brussel, 1581 en 1583
- Den handel der amoureusheyt, Brussel, 1583 en Rotterdam, 1621

## Voetnoten
1. ↑  Erepenning aan Jean-Baptiste Houwaert. lib.ugent.be. Geraadpleegd op 26 augustus 2020.
2. ↑  Voornaam ook gespeld als Jan, Iehan of Jehan en middelnaam ook als Baptist of Baptiste
3. ↑  Louis Robyns de Schneidauer, « Préface », in: Henry-Charles Van Parys, Inventaire analytique du fonds Houwaert-De Grez, Brussel
4. ↑  Jacques Van Wijnendaele, Promenades insolites dans Bruxelles disparu, Tielt, Lannoo, 2008, blz. 134-135
5. ↑  Eugène de Bock, Houwaert, Johan Baptist, in: De Nederlandse en Vlaamse auteurs van middeleeuwen tot heden met inbegrip van de Friese auteurs. Gearchiveerd op 16 december 2022.
6. ↑  Abraham Jacob van der Aa, Biographisch woordenboek der Nederlanden, vol. 8, deel II, Haarlem, J.J. van Brederode, 1867, blz. 13240-13241. Gearchiveerd op 30 mei 2023.
7. ↑  Letterkundig woordenboek voor Noord en Zuid, Den Haag - Jakarta, G.B. van Goor Zonen's Uitgeversmaatschappij, 1952, blz. 235
8. ↑  Pretiosa Neerlandica : Schatten Uit De Nederlandse Taal- En Letterkunde In De Gentse Universiteit. Gent: RUG. Centrale bibliotheek, 1988.
9. ↑  Jan Baptist Houwaert (1582). Pegasides pleyn, ende den lvst-hof der maeghden: begrepen in sesthien amoreuse poëtelijcke stichtende boecken, uyter maten playsant, ende nootsakelijck gelesen voor maeghden [...]. by Christoffel Plantijn. Gearchiveerd op 18 augustus 2023.

- Bibliothèque nationale de France: cb10603204v (data)
- Biografisch Portaal: 01919845
- Digitale Bibliotheek voor de Nederlandse Letteren: houw001
- Gemeinsame Normdatei: 120533758
- International Standard Name Identifier: 0000 0000 6134 3948
- Nederlandse Thesaurus van Auteursnamen: 067708056
- LIBRIS: 345939
- Système universitaire de documentation: 081960670
- Virtual International Authority File: 2460199
- WorldCat: E39PBJmDm8GPyH6BQr7vMhHcT3